# 兴中会
21°18′51.55″N 157°51′42.52″W / 21.3143194°N 157.8618111°W

振兴中华誓师大会

由陸皓東所設計的青天白日旗

興中會為晚清年間中國最主要的革命黨，1894年11月24日由孙中山於檀香山（Honolulu）成立；中國國民黨視其為奠基並因此以其成立日為建黨日。

## 歷史

### 創始

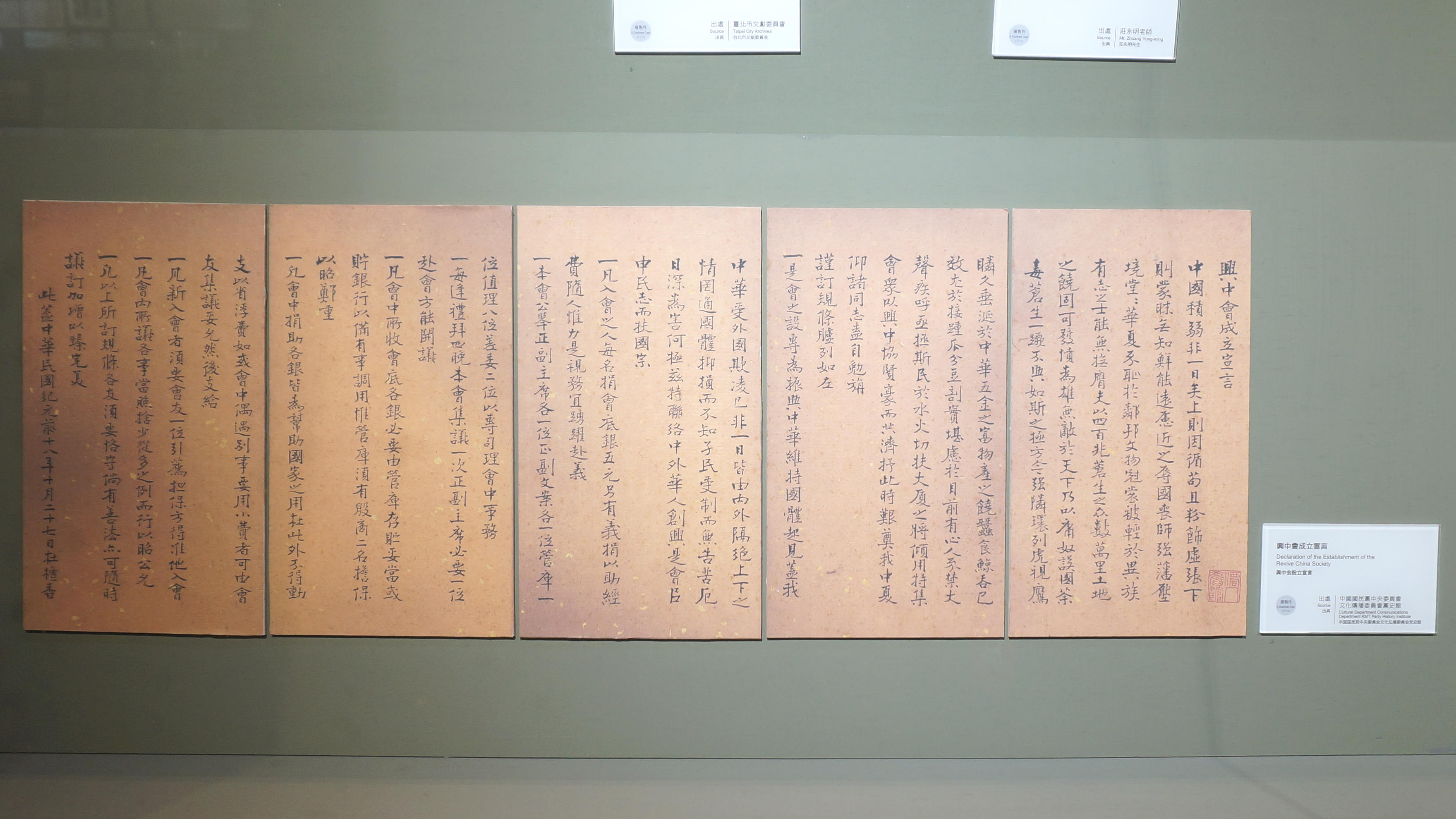
國立國父紀念館展示的興中會成立宣言複製件

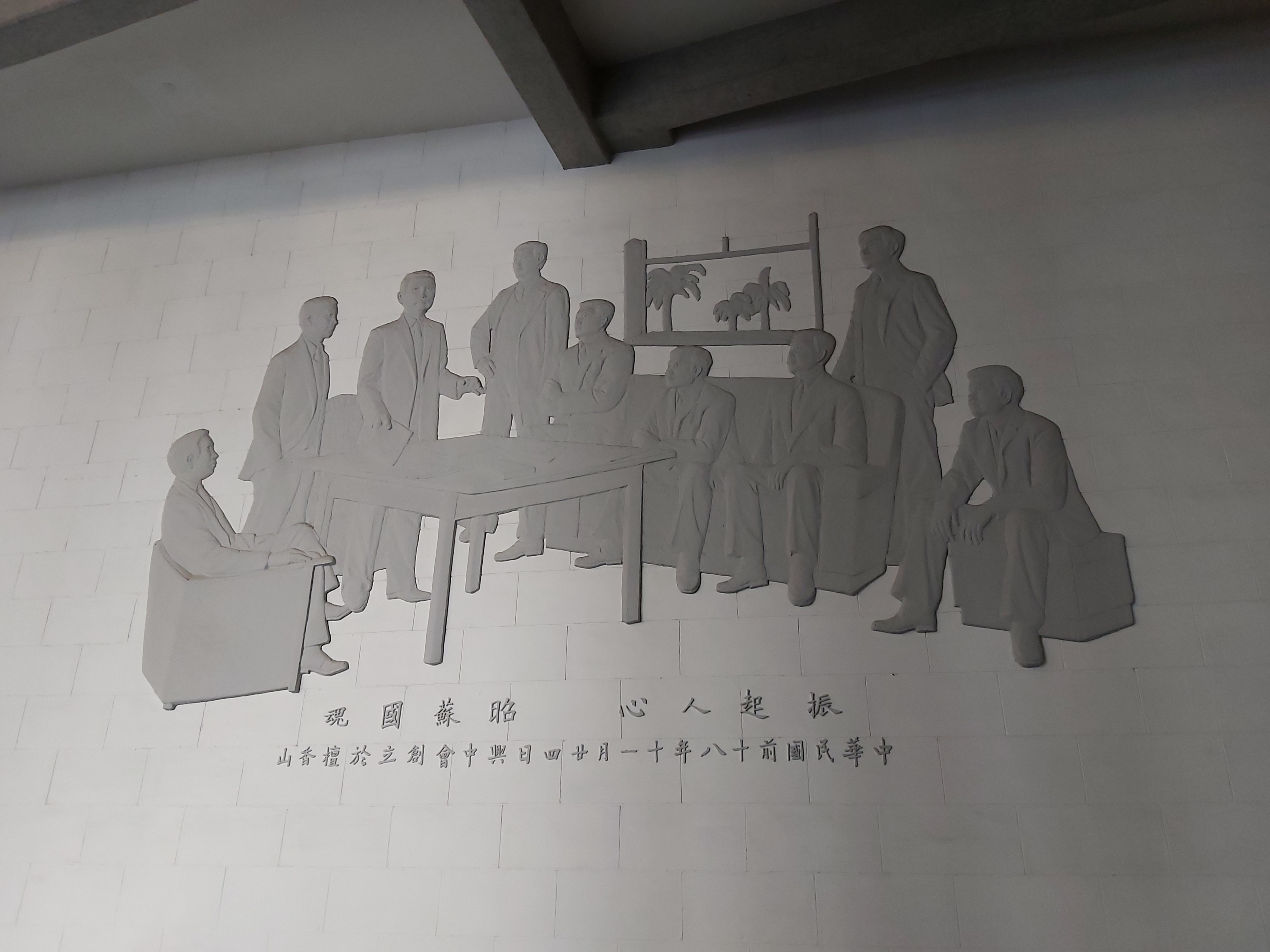
興中會成立情形浮雕

1894年11月24日，孫在檀香山歐胡島募款，在檀香山成立中國有史以來第一個現代革命團體興中會:6，在檀香山卑涉銀行（Bishop Bank）華籍經理何寬住宅裡，召集僑社人士李昌、劉祥、程蔚南、鄧蔭南、鄭金、黃亮、黃華恢、鍾木賢、許直臣、卓海、李祿、李多馬、林鑑泉、鄭照、劉壽、鍾宇（工宇）、曹采、劉卓、宋居仁、陳南、夏百子、李𣏌、侯艾泉等24人:1-23。提出「振興中華」口號和「驱除鞑虏，恢复中國，创立合眾政府」政綱:60:26。關於該口號是否會在其時提出，有學者提出質疑。因為孫中山當時是在為建立一個農學會募捐。永和泰商号經理劉祥、卑涉銀行（Bank of Bishop and Co.,Ltd.）華人經理何寬為首任正副主席，黃華恢為司庫，程蔚南、許直臣為正副文案:3，邓荫南為值理，是當時最年長的會員。然而不久，劉祥便退出興中會。
。
據〈興中會會員及收入會銀時日與進支數簿〉，從1894年11月24日至1895年9月2日，先後共有112人加入興中會:19。1894年冬，派人到茄荷蕾、百衣等地，發展會員，建立興中會分會:363。1895年2月，孫中山和陳少白一同前往茶庵寺誠邀住持慧真加入興中會，會面相當圓满成功還在寺內設立據點。

### 香港興中會總會

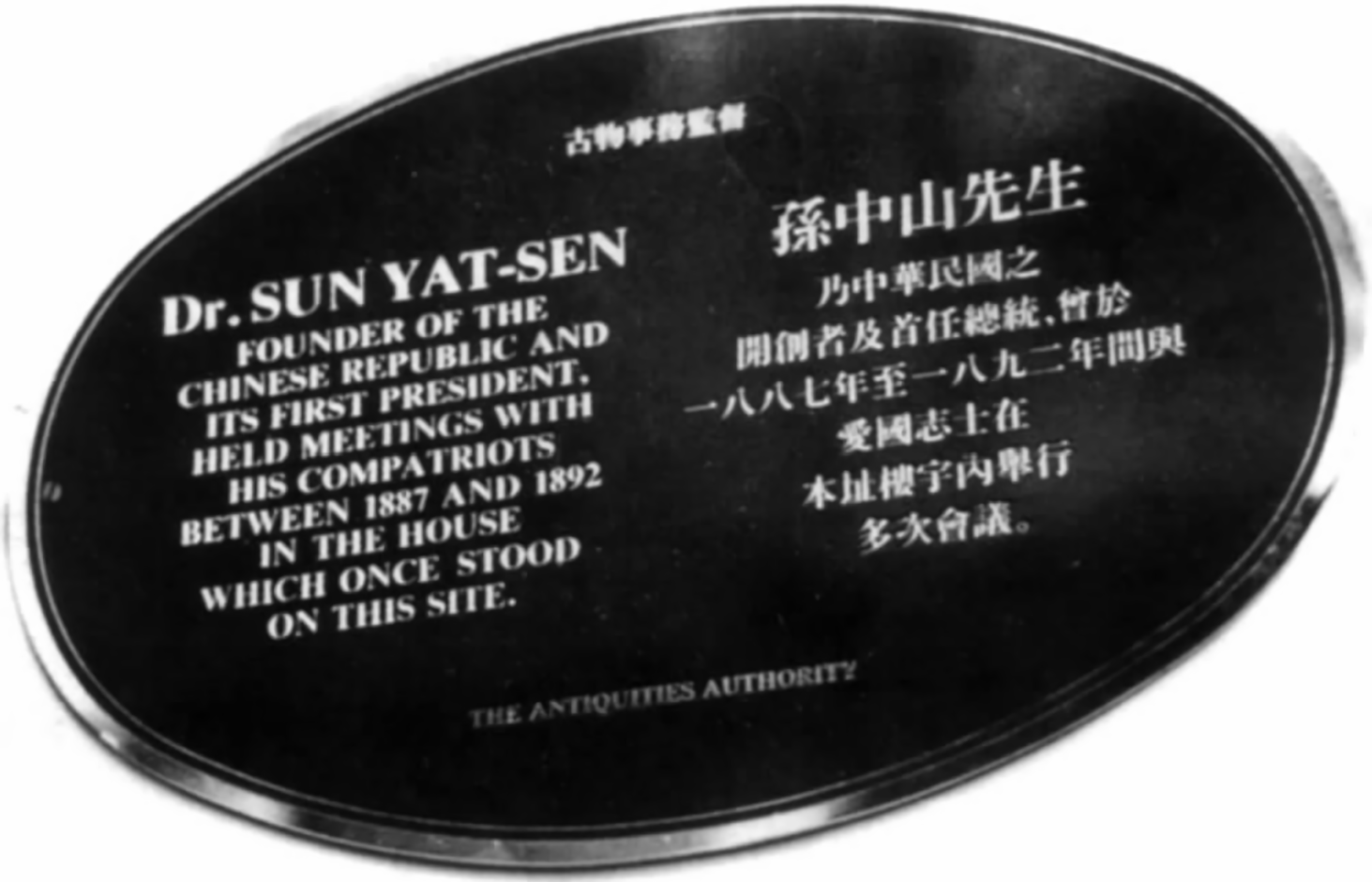
香港兴中会总部旧址外墙上的纪念牌匾，为香港市政局古物古迹委员会所立

1895年2月21日，孫在英屬香港集合陳少白、杨鹤龄、尢列、陸皓東、郑士良、程奎光等舊友，並與楊衢雲的香港輔仁文社合併成立興中會總會，檀香山會為支會。黃詠商獲選為臨時主席。誓詞改為「驅逐韃虜，恢復中華，創立合眾政府」。
興中會總會的辦事處，以經營貿易的商號“乾亨行”為名，設在香港中環士丹顿街13號。總會機構與檀香山支會大同小異，設總辦、協辦、管庫、華文文案、洋文文案各一人，設董事十人。“會底銀”仍為每人五銀元，“銀會”的股票仍为每股十银元，於開國之日按股發還本利共一百銀元。

### 廣州起義

興中會墳場大門

1895年10月10日（農曆八月廿二日）總會決定1895年10月26日（農曆九月初九）在廣州舉行起義（第一次乙未廣州之役），同時選舉楊衢雲為會長及合眾政府大總統（當時亦稱總辦或伯理璽天德，即President），孫中山為秘書。乙未廣州之役失败後，陸皓東被清廷捕害殉道。楊衢雲、孫中山被迫逃離香港。11月上旬，陳少白在日屬台灣臺北創立興中會台灣分會，會員有楊心如、吳文秀、趙滿期、容祺年、莊某等五、六人，並逐漸打開局面。
1896年春，孫中山在檀香山《檀香新報》館內設據點以聯絡同志，並組織興中會會員軍事操練和募集經費:363。6月至9月，孫中山從檀香山到美國，向華僑宣傳革命，在舊金山設立興中會分會:363。
1897年12月，孫中山命陳少白在台北成立興中會分會:206。

### 擴張

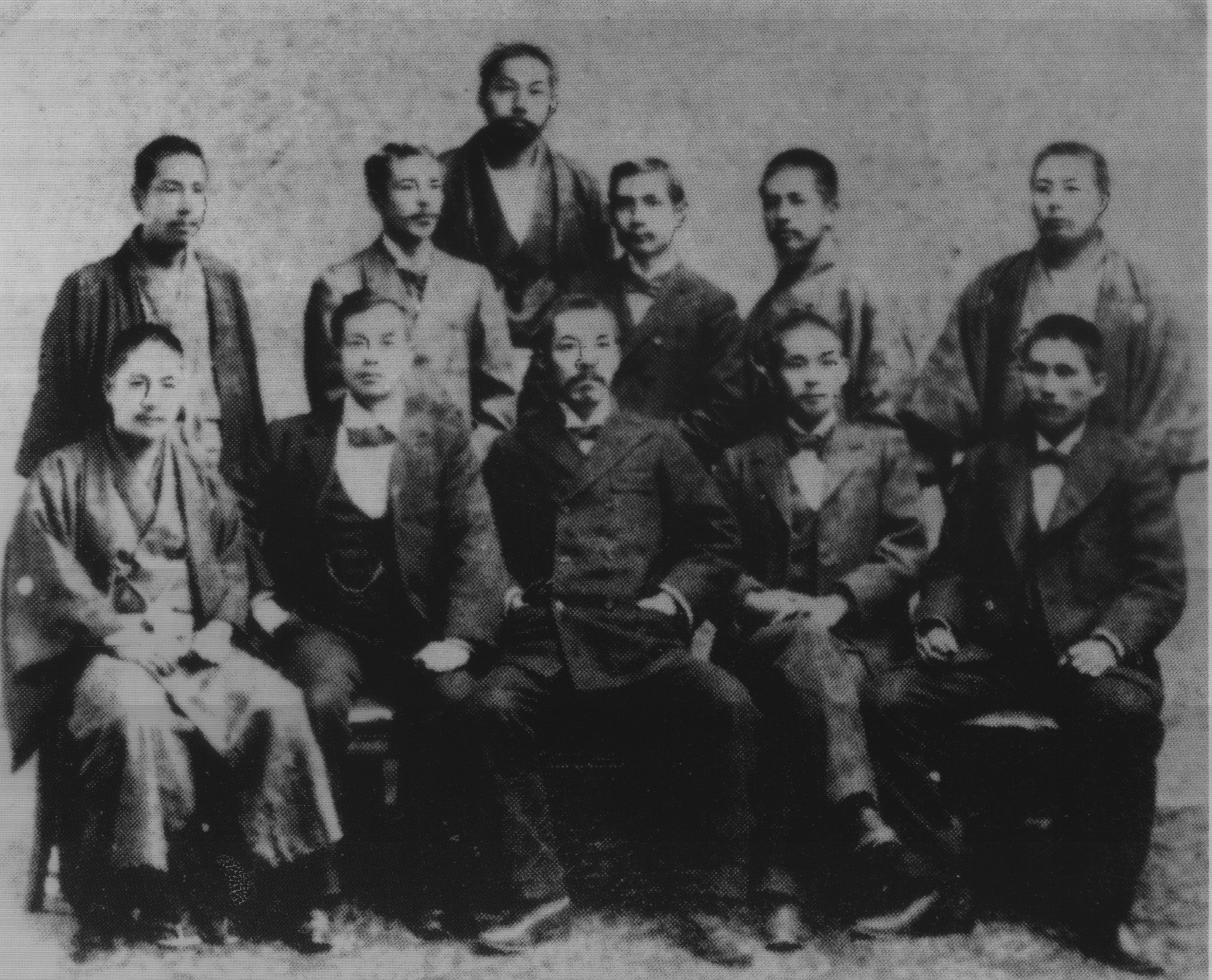
1898年興中會會長楊衢雲等人於日本的合照。前排左起︰安永東之助、楊衢雲、平山周、末永節、內田良平；後排左起︰可兒長一、小山雄太郎、宮崎寅藏、孫中山（秘書）、清藤幸七郎、大原義剛。

1898年春，楊衢雲輾轉往來於東南亞、南非後前往東京與孫會合:94。孫來往日本東京、長崎、神戶、馬關等地吸收華僑入興中會:364。夏，孫一度移居橫濱，在東京會晤菲律賓起義軍代表馬里亞諾·彭西，積極支持菲律賓人民民族解放鬥爭；秋冬，與戊戌變法失敗後亡命日本的梁啟超多次商談聯合反清，未獲結果:364。
1899年春夏，孫在東京、橫濱和長崎等地聯絡策動，準備再次在廣東、湖南、湖北武裝起義；6月至7月，孫在橫濱同章太炎訂交；7月，孫為菲律賓起義軍購運軍械，租用日輪運抵菲律賓；夏秋間，孫再與梁啟超等在橫濱會談聯合反清，仍無結果:364。秋，孫派陳少白赴香港籌辦《中國日報》，於翌年1月出版；孫又命鄭士良等在香港設立聯絡會黨機關，密切聯繫廣東三合會:364。10月11日，興中會、洪門、哥老會首領在香港成立興漢會，公推孫為總會長:188。

### 惠州起义
台灣總督兒玉源太郎並曾應允支援興中會發動1900年的惠州革命，孫中山坐鎮台北，後因日本內閣改組，政策轉變，新內閣不願意援助中國革命，惠州革命遂告失敗。
1900年1月24日，楊衢雲辭去興中會會長職，次日陳少白在香港創辦《中國日報》:78。

### 大明顺天国之役
1901年8月14日，谢缵泰、李纪堂和洪全福三人在谢寓会商，计划筹饷50万元，召集广东全省洪门兄弟克期大举，并定国号为“大明顺天国”，“待夺得省城时，即迎中山先生返粤，一切宗旨与兴中会相同”。起义总机关设于香港中環德己立街，总指挥部和各分机关设在广州。经过一年多的筹备，计划在1903年1月28日除夕夜起事，分五路堵清兵，配合东、北江的三合会众夹攻广州。然而，起义前两三天，香港警察接获密报，在港的总机关遭到查封，含有军械物资的运送路线、收藏地点、收交人员姓名的信件被搜出。广州各分机关也被清吏破获，革命党人梁幕义、陈学灵等20多人被捕。东江起义军因不知变故，依期发难，为清军击败。北江起义军则闻讯解散。起义计划失败。

### 揭穿保皇党骗局
1903年9月，孙中山回到夏威夷。此前，康有为、梁启超在戊戌变法和自立军起义失败后，已先来到北美，通过伪造光绪帝密诏及合影，宣传“尊皇斥后”亦是革命，使保皇党盛行，而檀香山兴中会无人经营，成员多投靠保皇。孙于是撰文《敬告同乡论革命与保皇之分野》，登载在火奴鲁鲁的《檀山新报》上，指出：“革命者，志在倒满而兴汉；保皇者，志在扶满而臣清。决分两途，如黑白之不能浑淆，如东西之不能易位。"孙号召同乡“提倡革命，毋惑保皇”。:57-58
“倒满”应为“排满”。“排满而兴汉”(孙中山：《敬告同乡书》，《孙中山全集》（一）第232页。)
1903年12月至1904年1月间，孙在给黄宗仰的信中写道：“弟刻在檀岛与保皇党大战，四大岛已肃清其二［指夏威夷大岛及瓦胡岛］，余二岛［指茂宜岛及考艾岛］想不日可以成功。非将此毒铲除，断不能做事。但彼党狡诈非常，在此［指檀香山］则曰‘借名保皇，实则革命’，在美洲竟自称其保皇会为革命党，欺人实盛矣。旅外华人真伪莫辨，多受其惑。”:63-65

### 战胜美国保皇党
1904年6月，孫巡迴全美十多個城市:138。9月底，孫抵達紐約:139。
孙在纽约华埠戏院演讲时，“座无余隙，甚至宫墙外望者不计其数。后查到听者多半属于保皇会会员”。当时，保皇党欧榘甲也在纽约宣传，次日在该戏院演讲，倡言“革命必流血，招瓜分惨祸”，孙“再在该戏院申论保满清异族为虚君立宪之非计”。两相辩驳，一连十日，后因戏院恐生事端，保皇党乃另设茶会，十余人与孙辩论，孙只身赴会，众人折服，保皇党人周超等相继转向革命。:421
日本《二六新闻》评价孙此次美国之行，称：“支那革命党领袖孙逸仙近游美国各地，旅居美国之支那人大为欢迎，美国人中亦多表同情者。孙现创立报馆三间，己身则以鸟约［纽约］为本部，凡前为康有为保皇会员者，今殆尽化为革命党。康党之领袖大生嫉妒，谋暗杀孙，事未发而其谋已显，孙幸得免于祸云。”:419

### 同盟会
1905年8月20日，興中會与華興會、光復會和其他各會合併為同盟會，孫中山任總理。

## 組織
| 名稱(地點)   | 成立時間   | 發起人 | 職員                       | 會員人數             | 活動                                                                       |
| ------------ | ---------- | ------ | -------------------------- | -------------------- | -------------------------------------------------------------------------- |
| 檀香山興中會 | 1894年11月 | 孫中山 | 主席：劉祥，副主席：何寬   | 約130人              | 多人日后參加乙未廣州之役，孫離開後無活動，於1903年重組，並在希洛設立分會。 |
| 香港興中會   | 1895年2月  | 孫中山 | 会长：杨衢云，总理：孙中山 | 姓名可查者約五十幾人 | 策劃廣州起义、惠州起义，設立農學會                                         |

## 评价
学者章开沅认为，兴中会会员绝大部分属于广东省籍，其中香山县人又占一半以上，立会以来的数次起义，皆在华南沿海地区，表现出很强的地域性。但是，这种不足与其说是孙中山的策略失误，不如说是当时环境的客观条件使然。实际上，孙中山的理念面向全国，会旨提出“振兴中华”。:4-6
学者莫世祥认为，有人以楊衢雲、孫中山與日本人合影的相片中，楊衢雲坐于正中，而孫中山站其身后，作为孙中山地位不如楊衢雲的证明。:424但1898年楊衢雲從南非到日本、與孫中山會合之時，孫早已在日本撗濱等地建立起興中會分會，並且在日本友人當中樹立中國革新派領袖的影響力。:424坦率地說，是楊衢雲投奔孫中山而去，而非相反。:424若以摄影位置论地位，日本人宮崎寅藏站在最后一排，岂不是不如楊衢雲或孫中山？:424与之有关的“1927年國民黨定都南京之後，蔣介石與陳果夫等国民党要员，欲以高價購買和銷毀相片底片”一事，出自《陈洁如回忆录》，是純屬虛構的小說家言，而非信史。:423因为1927年國民黨定都南京之後，是廣州革命紀念會向社会征集黃花崗七十二烈士的遺跡，謝纘泰響應其号召而公開该相片，并将公开信及其它相片和函件复印件公布在香港《华侨日报》，不存在国民党要员秘密出高价收买相片底片一事。:423-424另外，该書聲稱，當陳果夫談論該照片時，說:「站在我們的領袖孫先生旁的边是日本已故首相犬養毅，他被日本狂熱的愛國分子所暗殺。」但照片中并无犬養毅，且犬養毅死於1932年，陳果夫不可能提前5年說出犬養毅被殺。:425

## 軼事
孙文在创作《伦敦蒙难记》一书时，为迷惑清廷，故意搞乱兴中会的成立时间、地点与名称，自称於1892年在澳門加入總部在上海的“Young China Party”（少年中国党）:22-23。

## 参見
- 興中會墳場
- 中華人民共和國民主黨派
- 中国农工民主党
- 革命党、中國同盟會、國民黨 (1912–1913)、中華革命黨、五四運動、中國國民黨

## 延伸閱讀
- 吳倫霓霞：〈興中會前期(1894-1900)孫中山革命運動與香港的關係 （页面存档备份，存于）〉。
- 李金强：〈香港兴中会总会的成立及其重要性 （页面存档备份，存于）〉。
- 黎东方：《细说民国创立》 上海人民出版社
- 维基文库中的相關文獻：興中會宣言